# همگام‌ساز
همگام‌ساز یا سنکرونیزر (به انگلیسی: Synchro) نوعی دستگاه هم‌سرعت‌کننده است که محور‌های غیر هم دور را به یک دور مبدل می‌سازد.
در این دستگاه قسمت‌های هم‌سرعت‌کننده و درگیر شونده دریک مجموعه قرار دارند. قسمت درگیر شونده درخارج دستگاه قرار داشته از داخل به وسیله اتصال هزار خار با هم سرعت‌کننده در گیر است و از خارج شیاری برای درگیری با ماهک دارد.
بین هم سرعت‌کننده و درگیر شونده ساچمه، فنر یا خارهای موشکی قرار دارد که در حالت عادی از حرکت بی‌مورد آن جلوگیری کند.

## انواع سنکرونیزور
- سنکرونیزور برنجی در گیربکس
- سنکرونیزور پین دار
- سنکرونیزور شیطانک دار

## موارد استفاده
- گیربکس
- ترمز دستی